# HK Drott
L'Handbollsklubben Drott è una squadra di pallamano maschile svedese con sede a Halmstad.

È stata fondata nel 1936.

## Palmarès

### Titoli nazionali
- Campionati svedesi: 10
  - 1974-75, 1977-78, 1978-79, 1983-84, 1987-88, 1989-90, 1990-91, 1993-94, 1998-99, 2001-02.